# オーちゃん
オーちゃんは、兵庫県豊岡市のマスコットキャラクター。正式名は「オオサンショウウオのオーちゃん」である。2008年7月に誕生した。

## 概要
豊岡市に自生する両生類オオサンショウウオを基にしたデザイン。同市のコウノトリ野生復帰の取組みと環境都市に向けたまちづくりを紹介するために、市の鳥であるコウノトリを基にした｢コーちゃん」とともに活躍。
デザインの原案は、市の職員。名称は、応募総数2,906件（市内2,765件、市外141件）の中から、厳正な審査の結果の末に選ばれた。

## 歴史
- 2008年7月7日 - 名称を「オーちゃん」と決定

## プロフィール
- 正式名：オオサンショウウオのオーちゃん
- 出身地：豊岡市
- 好きな食べ物：お魚、カニなど目の前を通る生きもの（自分からはあまり動かない）
- 好きな場所：きれいな川
- 趣味：ゆっくり泳ぐこと
- 特技：いつも笑顔・かみついたら放さない
- 夢：きれいな川でみんなと一緒に泳ぎたい